# Elías Galván
Elías Galván (Corrientes, 1774 - Montevideo, 1844) fue un político y militar argentino, teniente de gobernador de Corrientes, y de conflictiva carrera política posterior.

## Biografía
En su niñez y juventud vivió en Buenos Aires, donde se educó. Era hijo de un maestro y se dedicó a la docencia, desempeñándose por muchos años como maestro de escuela. Fue secretario de la comisión demarcadora de límites con el Brasil, presidida por Diego de Alvear, y fue también regente de la educación de sus hijos, uno de los cuales era Carlos María de Alvear, el futuro general.
Al producirse las invasiones inglesas, luchó como voluntario en la Reconquista de Buenos Aires en 1806, y al año siguiente como oficial en el cuerpo de Cazadores Correntinos. Más tarde abandonó el ejército.
En 1810 participó de la Revolución de Mayo como miembro del grupo de activistas, los llamados chisperos, dirigidos por French y Beruti. Poco después fue nombrado teniente de gobernador de la ciudad de Corrientes y de su jurisdicción, y comandante de armas. Prestó algunos auxilios a la expedición de Manuel Belgrano al Paraguay, y dirigió la defensa de la ciudad contra un ataque naval realista, lanzado desde Asunción, en abril de 1811. También dirigió la defensa del este de la provincia contra los ataques portugueses. Pero no se destacó por su dedicación y fue relevado del cargo a mediados de 1812.
Gracias a sus relaciones con el grupo que había sido partidario de Mariano Moreno en Buenos Aires, en agosto de 1812 fue nombrado gobernador de Misiones; pero fue relevado apenas caído el Primer Triunvirato
Su carrera comenzó a brillar cuando el Segundo Triunvirato fue copado por los partidarios de Alvear, a quien recordó que había sido su maestro. Este lo llevó consigo en la breve campaña que terminó con el sitio de Montevideo, y lo ascendió a coronel. Por un tiempo fue comandante militar de la provincia de Corrientes, antes de que los partidarios del Directorio fueran expulsados por los federales, partidarios de José Artigas. Como intentó llevarse las armas que habían reunido los correntinos, fue alcanzado en el río Paraná y arrestado por unas semanas.
En Buenos Aires fue tesorero general del ejército. Fue enviado como embajador ante Artigas, pero ni siquiera fue recibido. A la caída de su protector Alvear en 1815, fue desterrado.
El nuevo Director Supremo, Pueyrredón, lo reintegró al ejército en 1817. Después de una participación confusa en la anarquía del año 1820, acompañó al gobernador Martín Rodríguez en su campaña al desierto. Fue alcalde de la villa de Luján y comandante militar de la misma.
Se opuso a la revolución de Juan Lavalle, de diciembre de 1828, pero no fue expulsado de la ciudad como otros opositores. Fue subinspector de campaña y luego jefe de policía de la capital durante el primer gobierno de Juan Manuel de Rosas. Durante la gobernación de Balcarce fue ascendido al grado de general y nombrado comandante general de armas. Eso lo colocó en el bando antirrosista, de modo que en 1835 fue borrado de la lista militar.
Emigró a Montevideo en 1842, se enroló en la legión argentina y luchó en el desastre de Arroyo Grande como jefe de Estado Mayor del ejército de Fructuoso Rivera, pero su desempeño fue muy pobre. Por poco tiempo prestó servicios militares en la defensa de Montevideo, al principio del sitio que le impuso el expresidente Manuel Oribe. Más tarde presidió el tribunal militar de la ciudad.
Murió en Montevideo en enero de 1844. Sus restos fueron repatriados a la Argentina en 1891. En 2015 el Profesor Horacio Fórmica localizó sus restos en el Sepulcro Nacional del Cementerio de la Recoleta, se iniciaron allí los trámites para su traslado a la provincia de la que fue su Primer Gobernador.